# 霍斯特·赫恩莱因
霍斯特·赫恩莱因（德語：Horst Hörnlein，1945年5月31日—），德国男子雪橇运动员。他曾代表东德参加1968年和1972年冬季奥林匹克运动会雪橇比赛，其中1972年冬季奥运会获得一枚金牌。